# Antigrazioso
L'Antigrazioso o La madre è una scultura in gesso patinato di Umberto Boccioni realizzata tra 1912 e 1913 e conservata presso la Galleria nazionale d'arte moderna e contemporanea di Roma.
Il busto è uno dei pochi esempi superstiti delle sculture futuriste eseguite da Boccioni nel 1912 e 1913 ed esposte alla Galerie 23 di Parigi nel 1913.

## Storia

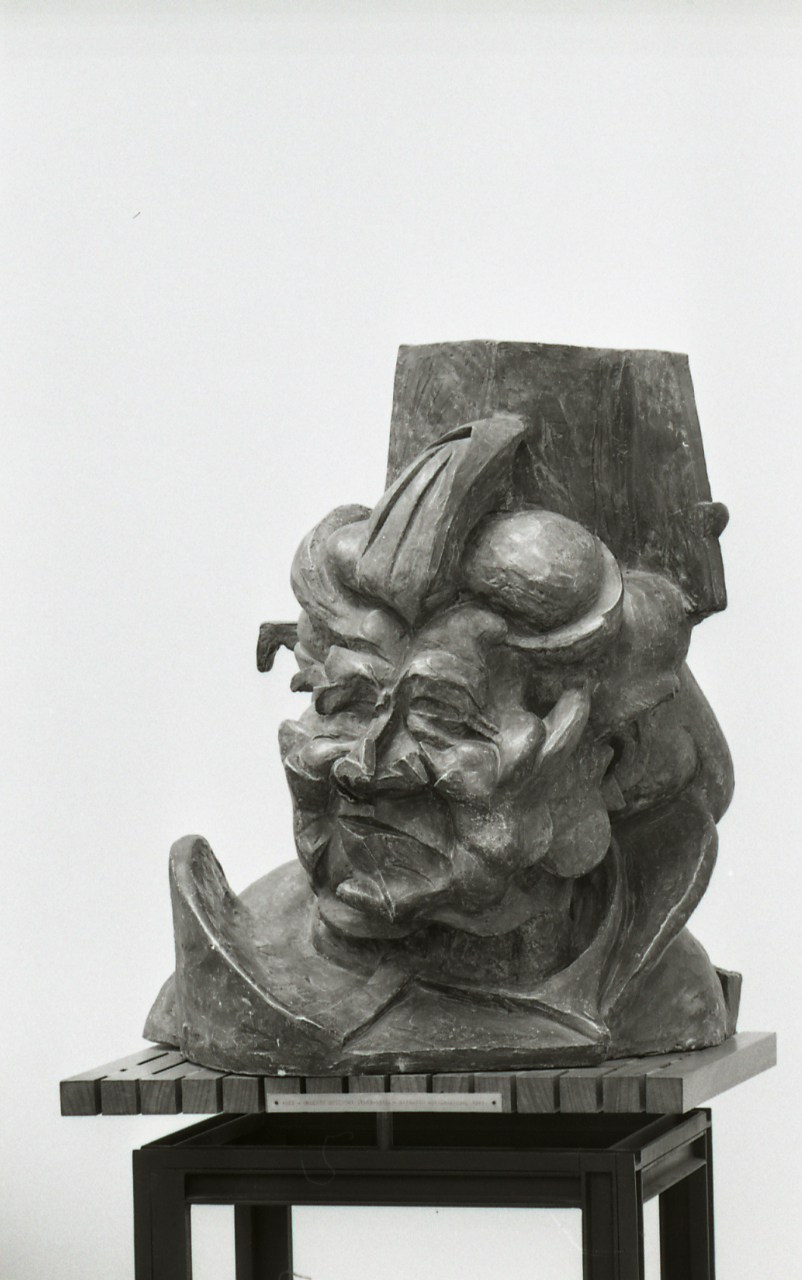
Il gesso originale. Foto di Paolo Monti, 1978.

Il gesso originale, presente dal 1938 nella Galleria nazionale d'arte moderna, fu acquistato dal museo nel 1950 da Benedetta Marinetti.

## Descrizione
La scultura rappresenta la scomposizione futurista del volto della madre dello scultore, ripreso nel dipinto Materia del 1913. Boccioni esegue anche un dipinto con lo stesso titolo, Antigrazioso del 1913, di impostazione differente.
Il busto ha uno stile simile a Forme uniche della continuità nello spazio.

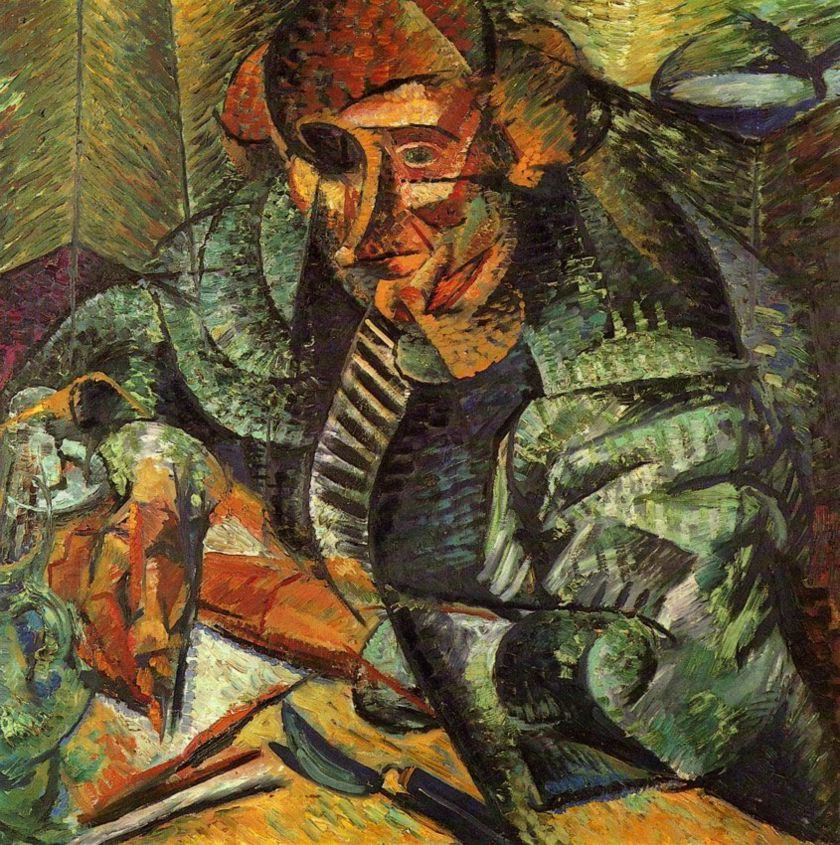
Il dipinto L'antigrazioso del 1912

## Fusione in bronzo
Dell'opera esiste una fusione in bronzo del 1950-1951, conservata presso il Metropolitan Museum di New York.